# Grupo Brandstätter

Una de las principales líneas de producción del grupo es la gigante marca de juguetes Playmobil.

Brandstätter Group (en alemán y oficialmente: geobra Brandstätter GmbH & Co. KG) es un grupo empresarial alemán, con sede en Zirndorf, Baviera. El grupo está compuesto por empresas y líneas de producción de juguetes, electrónica, productos y software, entre ellas:
- Playmobil
- Inmold GmbH
- Hob Electronics GmbH
- Hob Components GmbH
- HOB Inc.
- HOB GmbH & Co KG
- Hob Software GmbH
- Lechuza

## Historia y actualidad
En 1876, la compañía fue fundada por Andreas Brandstätter en Fürth, Baviera, y produjo accesorios y cerraduras ornamentales. Para 1921, la compañía estaba produciendo principalmente juguetes metálicos como huchas, teléfonos, cajas registradoras y balanzas.
En 1954, la producción se trasladó a los plásticos y en los años siguientes produjo juguetes como el set de juegos Multi-Worker. La línea de productos Playmobil se introdujo en 1970 bajo Horst Brandstätter y se comercializó en todo el mundo en 1975.
El Grupo Brandstätter produce exclusivamente en Europa, principalmente en su fábrica principal en Dietenhofen, a 25 km de Zirndorf, contando con una plantilla de 750 personas. Aunque Playmobil tiene también fábricas en Malta (con 700 empleados), España y la República Checa, Brandstätter expandió la producción sobre todo en Alemania e invirtió fuertemente en la fábrica Dietenhofen. Los nuevos productos incluyen las macetas de riego automático Lechuza.

## Crisis
Con la pandemia del COVID y cambio de hábitos de juego la empresa entra en dificultades económicas.
En mayo de 2024 cierra la fábrica de Ivi en España.